# Taylor Knibb
Taylor Knibb (Washington D. C., 14 de febrero de 1998) es una deportista estadounidense que compite en triatlón y ciclismo.
Participó en dos Juegos Olímpicos de Verano, obteniendo dos medallas de plata, en Tokio 2020 y París 2024, ambas en la prueba de triatlón de relevo mixto.
Ganó dos medallas en el Campeonato Mundial de Triatlón, en los años 2021 y 2022, y tres medallas en el Campeonato Mundial de Ironman 70.3 entre los años 2021 y 2023.

## Palmarés internacional
| Juegos Olímpicos   | Juegos Olímpicos  | Juegos Olímpicos  | Juegos Olímpicos |
| Año                | Lugar             | Medalla           | Prueba           |
| ------------------ | ----------------- | ----------------- | ---------------- |
| 2020               | Tokio (Japón)     | Medalla de plata  | Relevo mixto     |
| 2024               | París (Francia)   | Medalla de plata  | Relevo mixto     |
| Campeonato Mundial |                   |                   |                  |
| Año                | Lugar             | Medalla           | Prueba           |
| 2021               | Edmonton (Canadá) | Medalla de plata  | Individual       |
| 2022               | Abu Dabi ( EAU)   | Medalla de bronce | Individual       |
| 2023               | Lahti (Finlandia) | Medalla de oro    | Individual       |

| Campeonato Mundial | Campeonato Mundial          | Campeonato Mundial | Campeonato Mundial |
| Año                | Lugar                       | Medalla            | Prueba             |
| ------------------ | --------------------------- | ------------------ | ------------------ |
| 2021               | St. George (Estados Unidos) | Medalla de bronce  | Individual         |
| 2022               | St. George (Estados Unidos) | Medalla de oro     | Individual         |